# Philadelphia Rage 1998-1999
La stagione 1998-99 delle Philadelphia Rage fu la 3ª nella ABL per la franchigia.
Le Philadelphia Rage erano al secondo posto nella Eastern Conference con un record di 9-5 al momento del fallimento della lega.

## Roster
| N° | Naz.                   | Ruolo | Sportivo         | Anno | Alt. | Peso |
| -- | ---------------------- | ----- | ---------------- | ---- | ---- | ---- |
|    | Stati Uniti (bandiera) | AC    | Cass Bauer       | 1972 | 191  | 82   |
|    | Messico (bandiera)     | AC    | Liliana Cabezas  | 1973 | 191  | 81   |
|    | Stati Uniti (bandiera) | GA    | Teresa Edwards   | 1964 | 180  | 70   |
|    | Stati Uniti (bandiera) | A     | La'Keshia Frett  | 1975 | 191  | 77   |
|    | Stati Uniti (bandiera) | G     | Shantel Hardison | 1969 | 176  | 75   |
|    | Stati Uniti (bandiera) | AC    | Taj McWilliams   | 1970 | 188  | 85   |
|    | Stati Uniti (bandiera) | AC    | Chasity Melvin   | 1976 | 191  | 84   |
|    | Stati Uniti (bandiera) | G     | Beth Morgan      | 1975 | 183  | 74   |
|    | Ungheria (bandiera)    | G     | Andrea Nagy      | 1971 | 170  | 67   |
|    | Stati Uniti (bandiera) | G     | Katrina Price    | 1975 | 178  | 67   |

## Staff tecnico
Allenatore: Anne Donovan